# 李浚 (卫国公)
李浚（729年—793年），字明源，陇西成纪人，唐朝官员，出自陇西李氏丹杨房，唐朝开国功臣李靖的玄孙，世袭卫国公。

## 生平
李浚是太子家令寺丞李齐贤第五子。斋郎出身，补任坊州中部尉。历任闻喜县、成阳县主簿、大理评事、翼城县令。观察使考核他有政绩，转任华原县令。安史之乱後，京畿诸县遭遇兵祸，他保境有功，百姓请立石表功，借留三年。朝廷后来让他担任盩厔县令。升任南京成都府的成都县令，不久提升为嘉州刺史，为官清廉。贞元九年（793年）十一月七日，在长安光行里的私第因病去世，享年六十五岁。

## 家族
- 六代祖：李让，北周开府仪同大将军、龙门郡太守，封永康郡公。
  - 五代祖：李诠，隋朝开府仪同三司、赵郡太守、定襄道总管，袭永康公，唐朝赠特进、荆衡澧朗四州诸军事、荆州刺史，谥襄。
    - 高祖：李靖，开府仪同三司、尚书右仆射、中书令、卫国公，赠司徒，谥景武，从飨太庙，陪葬昭陵。
      - 曾祖：李德奖，延州刺史，袭爵卫公，陪葬昭陵。
        - 祖父：李友谦，秦州司马，袭爵卫公，陪葬昭陵。
          - 父：李齐贤，太子家令寺丞，袭爵卫公，陪葬昭陵。
            - 李浚
              - 子：李士方
              - 子：李直方
              - 子：李知方，前右监门卫录事参军
              - 子：李式方
              - 女：李氏，嫁与昌黎韩承徽